# Обґрунтування
Обґрунтування (також епістемічне обґрунтування) — це властивість віри, яка кваліфікує її як знання, а не просто думку. Епістемологія — це дослідження причин того, що хтось дотримується раціонально допустимих переконань (хоча цей термін також іноді застосовується до інших пропозиційних установок, таких як сумнів). Епістемологи цікавляться різними епістемічними особливостями переконань, які включають зокрема ідеї гарантії (належного обґрунтування віри), знання, раціональності та ймовірності.
Дебати навколо епістемічного обґрунтування часто включають структуру обґрунтування, включно з тим, чи існують основоположні обґрунтувані переконання, чи простої узгодженості достатньо для того, щоб система переконань кваліфікувалася як обґрунтована. Іншим головним предметом дискусії є джерела обґрунтування, які можуть включати перцептивний досвід (докази почуттів), розум і авторитетне свідчення.

## Обґрунтування і знання
«Обґрунтування» включає в себе причини, чому хтось дотримується переконання, якого він повинен дотримуватися на основі поточних доказів. Обґрунтування є властивістю переконань, настільки, наскільки вони дотримуються бездоганно. Іншими словами, обґрунтоване переконання — це переконання, якого особа має право дотримуватися.
Багато філософів, починаючи з Платона, розглядали обґрунтоване істинне переконання як складову знання. Це особливо пов'язано з теорією, обговорюваною в його діалогах Мено і Теетет. Хоча насправді Платон, здається, відкидає обґрунтоване істинне переконання як складову знання в кінці Теетета, твердження, що Платон беззаперечно прийняв цей погляд на знання, залишалося незмінним аж до появи проблеми Геттьє.
Обґрунтування є вимогою, що дозволяє уникнути визнання знанням випадково істинних переконань або отриманих хибним шляхом. Стверджуючи, що переконання обґрунтоване, епістемологи мають на увазі, що існують достатні або «гарні» підстави, причини чи докази для прийняття цього переконання (вимога-мінімум), які суб'єкт здатний навести на користь його істинності (вимога-максимум), причому у науці мінімальна і максимальна вимоги об'єднуються в єдину доказову систему. Якщо обґрунтованість визначається через здатність приводити до істини, то обґрунтування є процедурною умовою досягнення другої умови — істинності переконання; якщо ж воно визначається якоюсь іншою метою, аніж істинність (успішністю адаптації, наприклад), то знання втрачає когерентність.
Ще одна розлога цитата, в якій наведено багато термінів та ідей пов'язаних з обґрунтування і знанням. В цитаті:
р — пропозиція;
x — суб'єкт;
Bxp — x переконаний, що р (B — від belief — переконання);
JBxp — переконання x у тому, що р, обґрунтоване (J — від justification — обґрунтовання).
Деяка пропозиція q виводиться з іншої пропозиції р , і не має самостійного обґрунтування, окрім логічного зв'язку з останньою: JBxp∧(p⊃q){\displaystyle \rightarrow \,}JBxq. Однак, якщо базове переконання р є хибним, виникає закономірне питання: чи буде знанням переконання, виведене з хибного переконання? Для науки це питання обертається питанням про застосовність гіпотетико-дедуктивної моделі дослідження, адже гіпотеза може виявитися як істинною, так і хибною, і у другому випадку піднята проблема засвідчує проблематичність визнання знанням істинних висновків, отриманих шляхом дедуктивного виведення з хибного засновку. Індуктивна модель обґрунтування натомість пов'язана з так званим «спростовним обґрунтуванням» (defeasible justification). Індуктивні підстави для знання, як відомо, не можуть бути «вирішальними» (conclusive) чи «непоправними» (incorrigible), якщо ж ми відкинемо усі переконання, що мають гіпотетичний характер, виявиться, що поняття знання відповідатиме лише незначній частині усіх наших переконань. Таке поняття знання характеризує лише абстрактного суб'єкта, наділеного всезнанням, а не емпіричного епістемічного суб'єкта, яким є кожен з нас. Якщо ж ми відкинемо ідею «всезнання», то наша інтерпретація знання має виходити з умови, що якась частина інформації стосовно конкретного стану речей завжди лишатиметься невідомою. Отже, знання слід визначати з «поправкою» на невідому інформацію, а саме таку, яка може «відмінити» обґрунтування чи спростувати (defeat) наше знання.

## Концепції обґрунтування
Вільям Алстон визначає дві концепції обґрунтування.:15–16 Однією з концепцій є «деонтологічне» обґрунтування, яке стверджує, що обґрунтування оцінює обов'язок і відповідальність особи, яка має лише істинні переконання. Ця концепція передбачає, наприклад, що людина, яка доклала всіх зусиль, але не в змозі зробити правильний висновок зі своїх доказів, все ще знаходиться на обґрунтованих позиціях. Деонтологічна концепція обґрунтування відповідає епістемічному інтерналізму. Інша концепція — це «правдоподібне» обґрунтування, згідно з яким обґрунтування базується на наявності достатніх доказів або причин, які свідчать про те, що переконання принаймні вірогідні. «Правдоподібна» концепція обґрунтування відповідає епістемічному екстерналізму.

## Теорії обґрунтування
Варті уваги теорії обґрунтування включають:
- Фундаменталізм[en] – Основні переконання обґрунтовують інші, неосновні переконання.
- Когерентизм[en] – Переконання обґрунтовані, якщо вони узгоджуються з іншими переконаннями, яких дотримується людина, кожне переконання обґрунтоване, якщо воно узгоджується із загальною системою переконань.
- Інфінітизм[en] – Переконання обґрунтовуються нескінченними ланцюгами причин.
- Фаундгерентизм[en] – І помилкові основи, і когерентність є складовими обґрунтування; запропонований Сьюзен Гаак[en].
- Інтерналізм та екстерналізм – Віруючий повинен бути в змозі обґрунтувати віру за допомогою внутрішнього знання (інтерналізм), або зовнішні джерела знання можуть бути використані для виправдання віри (екстерналізм).
- Реформатська епістемологія[en] – Переконання підтверджуються правильною когнітивною функцією — запропоновано Елвіном Плантінгою.
- Евіденціалізм – Переконання залежать виключно від наданих для них доказів.
- Реліабілізм – Віра обґрунтована, якщо вона є результатом надійного процесу.
- Інфлібілізм[en] – Знання несумісне з можливістю помилятися.
- Фалібілізм – Претензії можуть бути прийняті, навіть якщо вони не можуть бути остаточно доведені або обґрунтовані.
- Не-юстифікаціонізм[en] – Знання виробляються критикою тверджень та спростуванням їх замість того, щоб обґрунтовувати їх.
- Скептицизм – Знання неможливе або нерозв'язне.

## Критика теорій обґрунтування
Роберт Фогелін стверджує, що виявив підозрілу подібність між теоріями обґрунтування та п'ятьма способами Агриппи, які призводять до призупинення віри. Він робить висновок, що сучасні прихильники не досягли значного прогресу у відповіді на античні питання пірронівського скептицизму.
Вільям Алстон критикує саму ідею теорії виправдання. Він стверджує: «Немає жодної унікальної, епістемічно важливої властивості переконань, вирізнених як „обґрунтовані“. Епістемологи, які припускають протилежне, гналися за блукаючими вогниками. Насправді відбувається ось що. Різні епістемологи підкреслювали, зосереджувалися, „проштовхували“ різні епістемічні побажання, різні риси віри, які є позитивно цінними з точки зору цілей пізнання». :22